# 連邦警察 (メキシコ)
連邦警察（れんぽうけいさつ、スペイン語: Policía Federal）は、メキシコの警察組織。人員は約4万人で、メキシコシティに本部がある。
前身である連邦予備警察（Policía Federal Preventiva）から、麻薬カルテルなどの高度な脅威へ対応するため、交通警察、財政警察、憲兵隊や内務省の諜報部門が合併して1998年に組織された。 
2019年に国防省に移管され、メキシコ国家警備隊に再編成された。

## 組織

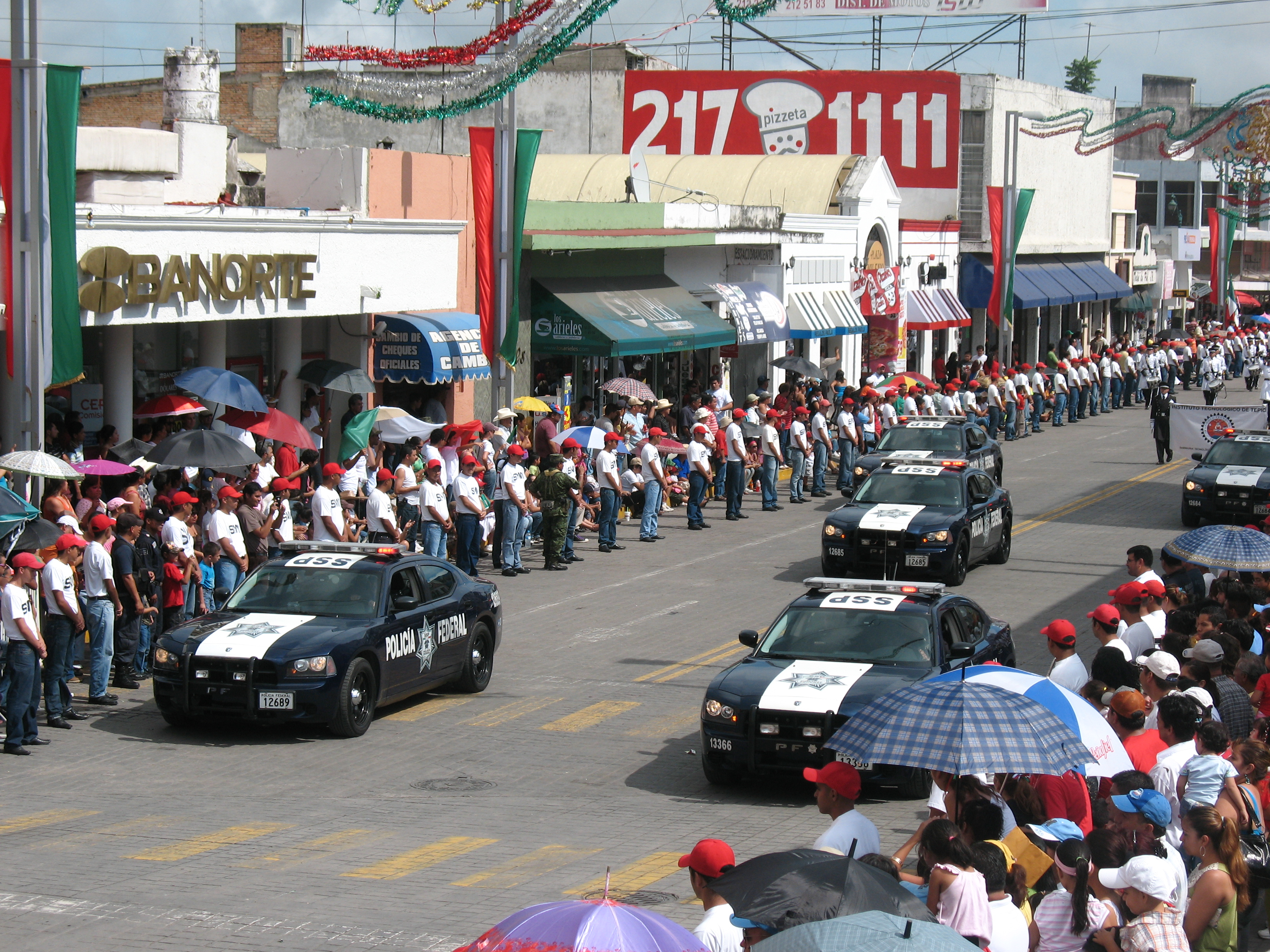
連邦警察のパレード

### 部署
- 情報調査部
- 安全保障部
- 科学部
- 麻薬部
- 連邦警察隊
- 国家憲兵隊
- 事務総局

## 特殊部隊
特殊作戦群(Grupo de Operaciones Especiales,GOPES)は連邦警察の特殊部隊。
87人の隊員が所属しており、 8人から12人のチームで行動する。任務は人質救出、重犯罪者の逮捕、対麻薬任務、対テロ作戦、犯罪組織への対抗である。
メキシコ陸軍特殊作戦群、メキシコ海軍特殊部隊、RAID、コロンビア陸軍AFEUR、スペイン警察GOEといった他の特殊部隊や、アメリカの連邦航空保安局と共に訓練を行っている。

## 装備

### 銃器
連邦捜査官の拳銃はグロック社製拳銃、H&K USP、ジェリコ941、ベレッタM92。H&K MP5、H&K MP7、H&K UMP、UZIといったサブマシンガンのほか、麻薬戦争に参加しているという事情から多くの連邦警察官が自動小銃を手にしており、AR-15やベレッタAR70/90、ベレッタ ARX160といった5.56x45mm NATO弾使用のアサルトライフルの他、FN FALやH&K G3といったバトルライフルも採用している。また機関銃も採用されておりFN MAG、FN ミニミ、H&K HK21、IMI ネゲヴ。狙撃銃としてはMGS90、バレットM82やDSR-50といった対物ライフルも採用されている。

### 車両
1万7000台ものパトカーのほか、装甲車も保有している。

### 航空機
ヘリコプターとしてはUH-60 ブラックホークを9機、そのほかMi-17やユーロコプター エキュレイユなど。固定翼の飛行機はボーイング 727を4機、CASA CN-235も2機保有している。UAVは国産のものを14機、イスラエル製のものは10機を使用している。